# Jabłoński Bay
Die Jabłoński Bay (englisch für polnisch Zatoka Jabłońskiego) ist eine Bucht an der Nordküste von King George Island im Archipel der Südlichen Shetlandinseln. Sie ist eine Nebenbucht der Corsair Bight und liegt östlich des Pottinger Point.
Polnische Wissenschaftler benannten sie 1984 nach dem polnischen Ornithologen Bolesław Jabłoński, der zwischen 1978 und 1981 an drei polnischen Expeditionen nach King George Island teilgenommen hatte.
Auch die Bolek Cove an der Ostspitze der Insel ist nach ihm benannt.